# 아르두이노 디브레아

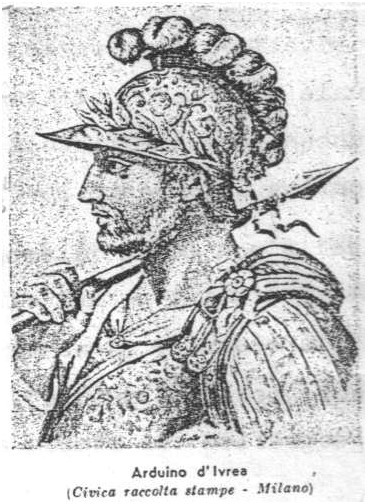
아르두이노

아르두이노 디브레아(이탈리아어:  Arduino d'Ivrea, 955년 ~ 1015년 12월 14일) 또는 아르두인(Arduin)은 이탈리아 출신 이탈리아의 마지막 통치자이다. 이브레아 백작가 출신으로 아득하게나마 카롤링거 왕가의 외손이었으며, 베렝가리오 2세와 아달베르토 2세는 각각 그의 종조부와 당숙이 된다. 오토 3세의 사망 소식을 듣고 1002년 2월 15일 폼페이에서 이탈리아의 왕으로 즉위하였다.
그러나 1004년부터 이탈리아의 왕위를 요구하는 신성 로마 제국 황제 하인리히 2세와 분쟁하였다.

## 생애

### 초기 활동
폼페이 백작 다도와 베르타 디 토리노의 아들로 955년 무렵에 태어났으며, 그의 이름 아르두이노는 토리노 공작으로 재직중이던 외조부 아르두이노 일 글라브로의 이름에서 따온 것이다. 조부의 이름은 알려져 있지 않지만, 아버지 다도는 부계쪽으로 베렝가리오 2세의 조카이자 아달베르토 1세의 손자라 한다. 아달베르토 1세는 황제 베렝가리오 1세의 딸 기셀라와 결혼하여 베렝가리오 2세를 비롯한 자녀들을 두었다. 아르두이노는 아버지 쪽으로는 이브레아 후작가이고, 어머니는 토리노 공작가인 이탈리아 토착 귀족 출신이지만 진외증조부 베렝가리오 1세를 통해 아득하게 멀지만 카롤링거 왕조의 혈통이었다.
아르두이노는 밀라노 후작 오트베르트 2세의 딸 베르타 드 밀라노와 결혼하였다.
990년 그는 오촌이자 이모부인 콘라드 디 이브레아가 스폴레토 공작 겸 카메리노 후작이 되면서 이브레아 후작위를 넘겨받았다. 콘라드 디 이브레아는 아르두이노의 부계쪽으로는 종조부 베렝가리오 2세의 셋째 아들이자 아달베르토 2세의 동생이며, 아르두이노의 외조부 토리노 공작 아르두이노의 딸 리칠다(Richilda)와 결혼하였으므로, 모계로도 그의 이모부가 된다. 일설에는 황제 오토 3세가 콘라드 디 이브레아를 스폴레토로 부임시키고, 동시에 그를 이브레아 백작으로 발령냈다고 하나, 다소 불분명하다.
997년 아르두이노는 베르첼리 주교를 살인한 죄로 로마 교황청으로부터 파문당하였다. 999년 아들 아르두이노 2세를 이브레아변경백에 임명하였다.

### 이탈리아의 왕
1002년 오토 3세가 죽자 그는 파비아에서 프랑크 족의 지배에 반대하는 롬바르드 귀족들에 의해 이탈리아의 왕으로 선출되어, 1002년 2월 15일 즉위하였다. 이때 밀라노 주교 아르눌프는 그를 황제라 선언하였고, 롬바르디아의 귀족들은 아르두이노를 카이사르(사실상 황제라는 뜻)로 불렀다. 그러나 라벤나 주교 프레데리크를 비롯한, 아르두이노의 반대파들은 하인리히 2세를 초청했다. 하인리히 2세는 즉위 초 반대파들이 즉위를 반대하여 취임하지 못했고, 당시 독일로부터 분리 독립을 시도하던 폴란드의 독립운동을 진압하느라 이탈리아 문제에 신경쓰지 못했다. 1003년 하인리히 2세가 폴란드와 보헤미아 공작 볼레스와프 1세 흐로브리를 패배시키자 곧 이탈리아에 간섭, 알프스산맥을 넘어 이탈리아 북부로 침공하였다.
아르두이노는 하인리히 2세가 보낸 독일 군대를 패퇴시켰고, 하인리히 2세의 명을 받고 온 케른텐의 오토 1세는 소극적으로 전투를 지휘하였다. 하인리히 2세는 직접 출병했고, 아르두이노는 아디제 계곡에서 하인리히의 군사를 가로막았지만 하인리히는 바르수가나를 거쳐 이탈리아로 들어왔다. 갑작스러운 하인리히 2세의 출현에 이탈리아의 귀족들은 혼비백산하여 군사를 이끌고 달아났고, 아르두이노는 이브레아로 퇴각해야 했다.
1004년 초, 독일 왕 하인리히 2세는 아르두이노를 반역자로 규정하고 자신이 정당한 이탈리아의 왕이라 주장했다. 1004년 3월 하인리히 2세는 독일을 떠나 이탈리아 북부로 와 트렌토를 함락시켰다. 그러나 프랑크 왕국과 그 후계자인 독일 왕국에 대한 이탈리아의 귀족들의 반발과 불만은 심했고, 하인리히 2세는 아르두이노를 굴복시키기 위해 이탈리아의 귀족들을 체포, 처단하였다. 그러나 아르두이노는 이탈리아의 지형을 이용해 하인리히 2세를 상대로 계속 전쟁을 벌였다. 치열한 싸움으로 독일의 군대는 이탈리아를 황폐화 시키고 베로나를 점령, 하인리히 2세는 일단 1004년 5월 15일 파비아에서 밀라노 대주교 아르눌프 2세에게 이탈리아의 왕관을 받고 왕위에 올랐다. 그러나 독일 왕국의 통치를 거부한 파비아에서는 반란이 일어나, 하인리히 2세에게 즉시 도시를 떠날 것을 요구했다.
1004년 9월 아르두이노는 하인리히 2세 군사에게 체포되었다. 그러나 폴란드의 볼레스와프 1세가 계속 저항하자 하인리히는 결국 아르두이노를 물리치르지 못하고, 폴란드 독립을 저지하기 위해 전쟁을 계속해야 했으므로 독일로 돌아갔다.
그는 1004년부터 1014년까지 아르뒤노는 하인리히 2세의 대관식을 인정하지 않고 이탈리아 왕관을 유지하려 노력했으며, 각종 문서에 자신의 이름으로 된 공문 작성 및 자신의 얼굴이 나온 모네타 동전들을 발행하였다. 그러나 일부 주교들에 대한 강한 반대와 하인리히 2세를 지지하는 일부 백작, 후작들로 인해 그는 이탈리아 왕국 내에서 국왕으로서의 권위를 행사할 수 없었다. 1007년 다시 하인리히 2세의 군사들의 공격을 받자 아르두이노는 카나베세의 스포르나 요새로 피신하였다. 1005년경 그는 프루투아리아(Fruttuaria)에 수도원을 설립, 봉헌하고 자신의 조카 볼피아노를 수도원장에 임명했다.

### 생애 후반
폴란드의 볼레스와프 1세를 상대하느라 퇴각했던 하인리히 2세는 1013년 다시 군사를 이끌고 이탈리아로 진군하였다. 하인리히 2세는 이탈리아 내 아르두이노파 제후국들을 토벌, 복종 서약을 받아내고 독일로 되돌아갔다. 그해 말 그는 군사 충돌을 피하고 하인리히 2세에게 조건부 항복을 제시했지만 거부당했다. 하인리히 2세는 1014년 2월 알프스를 넘어 2월 14일 로마 가서 대관식을 치뤗다. 그러나 2월 21일과 22일 로마에서는 아르두이노 지지 귀족 및 반 독일 세력이 하인리히에 반대하는 봉기를 일으켰지만 곧 진압당했고, 하인리히는 그해 4월부터 5월 한 달간 로마에 체류하였다.
1014년 무렵 이르두이노는 큰 병에 걸려 자신의 성(城)에 누워있을 때, 성모 마리아가 그의 병을 낫게 했다 한다. 이때 성모 마리아로부터 자신의 이름으로 교회를 지으라는 계시를 받았다 한다. 6일 뒤 아르뒤노는 프루투아리아(Fruttuaria)의 수도원장인 자신의 조카 윌리엄 볼피아노(William Volpiano)의 도움으로 바로 교회 건립에 착수했다. 그는 교회를 건립하여 이브레아 대성당, 벨몬테(Belmonte)의 교회와 투린(Turin)에 위로의 교회, 몬페라토(Monferrato)에 교회를 건립, 봉헌했으며, 벨몬테의 교회는 베네딕토 수도회가 관할하도록 하였다.
1015년 12월 15일 프루투아리아의 수도원에서 사망하였다. 바로 수도원의 높은 제단에 안치되었다.

### 사후
그가 죽고 난 뒤에야 이탈리아의 하인리히 2세가 어느 정도 정치적 영향력을 행사할 수 있었다. 하인리히 2세는 선대의 군주 오토 1세 이후 독일 국왕들에게 저항했던 이브레아 후작령을 몇개의 백작령과 각 지방으로 공중분해시켰다.
1015년부터 1030년까지 그의 동생 비베르트(Wibert)가 다시 이브레아 후작령을 재건하였으나, 비베르트 사후 이브레아 후작령은 다시 해체되었다.

## 같이 보기
- 랑고바르드 분국
- 이브레아